# Walter Süskind
Walter Süskind (* 29. Oktober 1906 in Lüdenscheid; † 28. Februar 1945, möglicherweise im KZ Auschwitz) war ein deutscher Kaufmann, der während des Zweiten Weltkrieges rund 1000 Juden vor der Ermordung in den Vernichtungslagern des Nationalsozialismus bewahrte und 1944 selbst deportiert wurde. In der niederländischen Literatur wird er oft als der Oskar Schindler der Niederlande beschrieben.

## Leben
Süskind wuchs in Gießen auf.  Er heiratete 1930, sah sich aber als Jude im Zuge der nationalsozialistischen Rassengesetze gezwungen aus Deutschland zu fliehen. Aufgrund niederländischer Vorfahren und eines niederländischen Passes war es ihm möglich, 1938 nach Amsterdam zu emigrieren, wo er als leitender Angestellter bei dem Lebensmittelkonzern Unilever arbeitete.
1941 wurde der Judenrat Amsterdam von deutschen Behörden gebildet, der ab 1942 die Deportation der Juden aus Amsterdam in die deutschen Vernichtungslager gezwungenermaßen organisierte. Süskind wurde für den Judenrat tätig und wurde von der NS-Kommandantur beauftragt, die Deportationen zu koordinieren. Die meisten Juden in der Stadt wurden im niederländischen Theater, der Schouwburg, im jüdischen Viertel eingesperrt und mussten die Zeit bis zum „Abtransport“ dort verbringen. Manche Opfer warteten mehrere Tage, andere Wochen auf den Sesseln des ehemaligen Theaters.
Im Rahmen dieser Tätigkeit versuchte Süskind, anderen Juden zu helfen, indem er Papiere fälschte, sich beim Erstellen der Quote „verzählte“ und Juden gelbe Armbinden verschaffte, wodurch sich deren Deportation als vermeintliche Mitglieder des Jüdischen Rats zumindest herauszögern ließ. Er versuchte, Kleinkinder zu retten, indem er sie mit Rucksäcken, in Wäschekörben und Einkaufstaschen versteckt wegschaffen ließ und mittels einer Untergrundorganisation versteckte. Für den Zählappell gab er den Eltern Strohpuppen, die heimlich hergestellt wurden. Etwa 1000 Kleinkinder sollen so gerettet worden sein.
Walter Süskind wurde am 4. September 1944 mit seiner Frau und seiner Tochter über das NS-Lager Theresienstadt als Zwischenstation in das Konzentrationslager Auschwitz deportiert. Seine Frau und seine Tochter wurden dort kurz nach der Ankunft in den Gaskammern ermordet. Walter Süskinds Todesumstände sind ungeklärt – er starb im KZ Auschwitz oder auf einem Todesmarsch; nach den Erinnerungen von Henriette Brandel starb er kurz nach der Befreiung in Bergen-Belsen.